# نکاح معاطاتی
نکاح معاطاتی ازدواجی است که به منظور تشکیل خانواده و حق تمتع و رابطه جنسی بین زن و مرد برقرار می‌شود اما فاقد ایجاب و قبول لفظی است و ممکن است طرفین بر مهریه، نفقه و سایر حقوق بین زوجین توافق کنند.
مطابق ماده ۱۹۳ قانون مدنی «در مواردی که قانون استثناء نکرده باشد» معاطات صحیح است. از جمله موارد استثنا شده عقد نکاح است. در ماده ۱۰۶۲ این قانون آمده‌است: «نکاح واقع می‌شود به ایجاب و قبول به الفاظی که صریحاً دلالت بر قصد ازدواج نماید». یعنی حتماً به لحاظ حقوقی باید صیغه عقد ازدواج بیان شود و ایجاب و قبول باید لفظی باشد مگر در حالت عجز از تلفظ. محقق داماد می‌گوید قانون مدنی برای ایجاب و قبول صیغه‌ای خاص یا زبان و لفظ ویژه‌ای را ملحوظ نداشته‌است. بلکه هر زبان یا هر نوع صیغه‌ای را که دلالت صریح بر قصد ازدواج داشته باشد را کافی دانسته است.
عدم جواز نکاح معاطاتی به نظر اکثر فقهای شیعه نظیر محقق بحرانی، مرتضی انصاری، روح‌الله خمینی و مکارم شیرازی مورد اجماع علمای شیعه و اهل سنت است. مذاهب شافعی، مالکی، حنبلی و حنفی همگی صیغه ایجاب و قبول را از شرایط عقد نکاح می‌دانند. در سال‌های اخیر برخی از فقها نظیر  صادقی تهرانی نظریه صحت نکاح معاطاتی را مطرح کرده‌اند، از جمله: «عقد یا قرارداد ازدواج به هر زبانی که باشد درست است و اگر هم بدون لفظ ویژه‌اش که «انکحت» یا «نکاح کردم» باشد، در صورتی که جریانی میان زن و مرد انجام گردد، چه با نوشتن یا گفتن یا اشاره یا هر طور دیگر که به روشنی دلالت بر انجام ازدواج کند، کافی است،... . اگر کفش روی کفش گذاردن یا شیرینی به یکدیگر تعارف کردن یا هر اشاره و عملی دیگر که در عرف آنان دلیل بر انجام ازدواج است، همین‌ها کافی است و دیگر صیغه‌ای چه عربی و چه به زبان دیگر لازم ندارد. عمده این است که معلوم باشد قضیه رفیق‌بازی و زنا در کار نیست، بلکه مقصود زناشویی و تشکیل زندگی جدید است، چه دائمش و چه موقتش.»